# Lepidium robustum
Lepidium robustum là một loài thực vật có hoa trong họ Cải. Loài này được (Pavlov) Al-Shehbaz mô tả khoa học đầu tiên năm 2002.